# Ioan Popa Nicoară
Nicoară Ioan Popa (n. 1874, Turț – d. 1936, Turț) a fost un deputat în Marea Adunare Națională de la Alba Iulia, organismul legislativ reprezentativ al „tuturor românilor din Transilvania, Banat și Țara Ungurească”, cel care a adoptat hotărârea privind Unirea Transilvaniei cu România, la 1 decembrie 1918.:p. 275

## Activitate politică
A fost delegat al cercului electoral Halmeu la Marea Adunare Națională de la Alba Iulia din 18 noiembrie/ 1 decembrie 1918.